# Sentinel 1000
Sentinel 1000 (von englisch sentinel ‚Wächter‘) war Anfang der 1990er-Jahre die neueste Prallluftschiff-Entwicklung in der Skyship-Baureihe und zur Zeit seines Betriebes das größte Luftschiff der Welt. Der Prototyp wurde durch einen Brand der Luftschiffhalle zerstört.

## Entwicklung
Sentinel 1000 war eine Weiterentwicklung des SkyShip 600 und war als mittelgroßes Luftschiff gedacht, um Erfahrungen für das Sentinel-5000-Programm zu gewinnen, das zu Beginn der 1990er-Jahre geplant war. Maßgeblich beteiligt war die Westinghouse Electric Corporation (später Westinghouse Airship Industries (WAI)), die mit der britischen Airship Industries zusammenarbeitete.
Die Jungfernfahrt erfolgte am 26. Juni 1991, die Typenzertifizierung durch die FAA im November 1993.

## Das NASP-Programm
In den 1980er Jahren führte die US-Marine das sogenannte NASP-Programm (US Navy Airship Program) durch. Ziel war die Entwicklung eines Frühwarn-Luftschiffes, das im Gegensatz zu Schiffsradar auch schnelle, sehr tief anfliegende Marschflugkörper rechtzeitig erkennen konnte. Der Beitrag von Goodyear baute von der Auslegung her auf dem bereits Ende der 1950er Jahre für die US-Marine gefertigten AEW-Luftschifftyp ZPG-3W auf und brachte als Versuchsträger das erste Turboprop-Luftschiff, die Spirit of Akron hervor. Der Auftrag ging jedoch an Westinghouse Airship Industries, die dann mit dem Sentinel 1000 ebenfalls einen Technologieträger entwickelte, vergeben. Von der Gondel des eigentlich geplanten Radarträger Sentinel 5000 wurde eine Attrappe gebaut. Das Programm wurde 1996 nach Haushaltskürzungen abgebrochen.

## Sentinel 1000
Die Gondel entsprach der des Skyship 600. Als Antrieb kamen die dort ebenfalls verwendeten 6-Zylinder-Turbomotoren Porsche 930/67 mit je 220 kW (300 PS) zum Einsatz. Die sehr viel größere Hülle war um 9,14 m (30 ft) in der Länge und 1,52 m (5 ft) im Durchmesser verlängert worden, was eine Volumenerhöhung für das Traggas um 2.500 Kubikmeter ergab. Die zur Verfügung stehende Nutzlast betrug 2704 kg (5962 lbs). Um die zusätzliche Masse bei der Landung aufnehmen zu können, war das Schiff mit zwei zusätzlichen Fahrwerksbeinen ausgerüstet, die nun ein Dreipunktfahrwerk ergaben. Das Leitwerk wurde von der horizontal/vertikal-Anordnung in eine X-förmige Anordnung geändert, wie es bereits in den 1950er- und 1960er-Jahren bei den US-Marineluftschiffen üblich war. So ergab sich bei den Luftschiffen mehr Spielraum am Heck, wenn die Nase beim Start hochgezogen wurde.
Sentinel 1000 verfügte als eines der ersten regulär eingesetzten Luftfahrzeuge überhaupt über eine Fly-by-light-Steuerung.
Das Schiff führte 1994 Testfahrten für das US-Militär durch, das die Verwendbarkeit als Überwachungsluftschiff – unter anderem mit Radargeräten ausgerüstet – prüfte. Ende August 1994 wurde der erste 24-Stunden-Test absolviert.

## Zerstörung beim Brand der Luftschiffhalle
In den frühen Morgenstunden des 3. August 1995 wurde das „Airdock #2“ – die Luftschiffhalle in Weeksville/USA, in der das Schiff gebaut und untergebracht worden war – durch ein Feuer zerstört. Dies geschah während der Reparatur der Lager für die Tore. Der Zeitpunkt der Zerstörung von WAI Sentinel 1000 wird mit 0:55 Uhr angegeben. Der Gesamtschaden des Brandes wurde auf 100 Mio. US-Dollar geschätzt.
Die Luftschiffhalle in Weeksville im US-Bundesstaat North Carolina war damals der größte Holzbau der Welt. Sie hatte eine Länge von einer halben Meile (etwa 800 m), war rund 91 m breit und etwa 58,5 m hoch. Die 180 t schweren Tore liefen auf Schienen. Sie war 1942 errichtet worden und Stützpunkt der US-Marine-Luftschiff-Squadron ZP-14 gewesen, die damals die Küste vor feindlichen deutschen U-Booten schützen sollte. 1966 wurde die stillgelegte Halle an Westinghouse verkauft. In ihr waren unter anderem bekannte Werbeluftschiffe wie Bud One, Fuji oder Met Life gebaut worden.
Sentinel 1000 wurde nach seiner Zerstörung nicht wieder auf- bzw. neugebaut. Der Airship Management Service, der die Luftschiffe der SkyShip-Flotte betreibt, bot den Bau eines Sentinel-1000-Luftschiffes jedoch weiterhin an, sofern sich ein Interessent finden sollte.

## Technische Daten
- Reisegeschwindigkeit: 100 km/h
- Höchstgeschwindigkeit: 105 km/h
- Antriebsleistung 441 kW
- Zuladung 3600 kg
- Reisehöhe: etwa 300–1200 m (1000–4000 ft)
- Gipfelhöhe: 2440 m (8000 ft)[3]

- Länge: 68 m
- Höhe: 20,16 m
- Breite: 16,67 m

- Volumen: 10.024 Kubikmeter Helium
- Kraftstoff: AVGAS 100 LL

- Gondel
  - Länge: 11,6 Meter
  - Breite: 2,6 Meter
  - Höhe: 1,9 Meter

- Hüllenmaterial: Polyester mit äußerer Tedlar-Beschichtung
- Personal zum Betrieb: insgesamt 25 Personen inkl. Pilot, Mechaniker, Bodenmannschaft…